# Gary Peacock
Pour les articles homonymes, voir Peacock.
Gary Peacock est un contrebassiste américain de jazz né le 12 mai 1935 à Burley (Idaho) et mort le 4 septembre 2020 à Olivebridge dans l'État de New York,,.

## Biographie
Né à Burley, Idaho, en 1935, Gary Peacock entame l'étude du piano mais aussi de la batterie à l'école en 1948. Pendant son service militaire (en 1954, en Allemagne), il est pianiste-bugliste de l'orchestre du régiment et joue dans une petite formation locale. En Allemagne, il crée son propre groupe de jazz. Peacock finit par remplacer le bassiste de cette formation et se met définitivement à la basse. Il restera dans le pays jusqu’en 1956. En 1958, il retourne aux États-Unis, d’abord à Los Angeles, (où il travaille avec des musiciens comme Barney Kessel, Bud Shank, Art Pepper, Ravi Shankar mais aussi Don Ellis, qui lui présente Paul Bley) puis en Californie. 
Il s'installe ensuite à New York, où il collabore avec Paul Bley, fait partie du trio de Bill Evans (avec Paul Motian), du trio d'Albert Ayler avec Sunny Murray. Il fait aussi quelques concerts avec Miles Davis, en tant que remplaçant de Ron Carter.
Vers la fin des années 1960, Gary Peacock se retire au Japon, délaissant la musique pour étudier la philosophie zen. Il revient aux États-Unis en 1972, étudie la biologie à l'université de Washington (Seattle) et enseigne la théorie de la musique au Cornish College of the Arts de 1976 à 1983. Il reprend la musique et la composition et forme des duos avec notamment Ralph Towner et Jan Garbarek.
Gary Peacock est surtout connu pour être le bassiste du trio Standards de Keith Jarrett, créé en 1983 avec Jack DeJohnette, soit six ans après le premier enregistrement de cette formation sous le nom de Gary Peacock dans Tales of another.
Juillet 2015 : Gary Peacock qui a peu enregistré avec des musiciens français (outre Martial Solal « Just Friend »), a enregistré à New York dans les studios Avatar avec le pianiste Robert Kaddouch. 53rd Street a obtenu le CHOC de Classica.

### Famille
Gary Peacock se marie en 1960 avec Annette Coleman.

## Discographie
- 1958 : Holiday In Brazil, de Laurindo Almeida et Bud Shank, World Pacific Records WP-1259
- 1977 : Tales of Another avec Keith Jarrett (piano) et Jack DeJohnette (batterie) - ECM
- 1977 : December Poems avec Jan Garbarek - ECM
- 1980 : Shift in the wind avec Art Lande (piano) et Eliot Zigmund (batterie) - ECM
- 1987 : Guamba, avec Jan Garbarek - ECM
- 1997 : Just Friends avec Martial Solal (Dreyfus Jazz)
- 2015 : Now This - Gary Peacock Trio (Marc Copland, piano - Joey Baron, drums)
- 2015 : 53rd Street avec Robert Kaddouch - CHOC de Classica et MAESTRO de la revue Pianiste - Odradek records[6]
- 2016 : High Line avec Robert Kaddouch - MAESTRO de la revue Pianiste - Odradek records[7]
- 2017 : Tangents - Gary Peacock Trio (Marc Copland, piano - Joey Baron, drums)